# Francisco Llorens Díaz
Francisco Llorens Díaz (La Corunya, 10 d'abril de 1874 - Madrid, 11 de febrer de 1948) fou un pintor paisatgista gallec.

## Biografia
Va néixer en una família de comerciants. Mentre obtenia una educació comercial, va començar a prendre classes de dibuix a l'Escola d'Arts i Oficis de La Corunya, on el seu professor era l'artista militar, Román Navarro. Això el va portar a escollir la pintura per sobre dels negocis com a carrera, de manera que es va traslladar a Madrid i es va matricular a la Reial Acadèmia de Belles Arts de San Fernando i va estudiar amb Carlos de Haes. Va completar la seva formació inicial als tallers de Joaquín Sorolla.
Gràcies a una beca, va poder assistir a l'Acadèmia d'Espanya a Roma, a més de viatjar a Bèlgica i els Països Baixos, juntament amb un grup de companys d'estudiants. Això va incloure diversos mesos d'intens estudi a Bruges, una ciutat que li va causar una gran impressió. Tres de les obres que va crear a Roma van ser adquirides per l'ambaixador espanyol per exposar-les al Palau del Quirinal. Va tornar a Espanya el 1906.
Durant les dues dècades següents, va participar en nombroses exposicions; sobretot una mostra el 1917 a la Segona Exposició d'Art Gallec i, aquell mateix any, a les Galeries Laietanes de Barcelona, conjuntament amb el seu amic, Fernando Álvarez de Sotomayor. També va fer exhibicions a exposicions a Panamà i Buenos Aires, però mai no va visitar Amèrica. A l'Exposició Nacional de Belles Arts de 1922, va rebre un premi de primera categoria pel seu paisatge, "Rías Baixas". El 1929 va rebre l'encàrrec d'organitzar el pavelló gallec a l'Exposició Iberoamericana.
El 1918 es va casar amb Eva Rodríguez; filla d'un destacat metge a la Corunya. Va morir el 1925, deixant-lo amb dues filles. Poc després se li va concedir la Gran Creu de l'Orde de Carles III.
Durant la guerra civil espanyola, va romandre a Madrid fins al 1938, quan ell i les seves filles fugiren a València amb l'exèrcit republicà. Allà es va dedicar a pintar natures mortes. Després de la guerra, va dividir el seu temps entre Madrid i Galícia, on va crear paisatges. El 1942 va ser nomenat acadèmic de la seva alma mater, la Real Academia. L'any següent, va rebre honors similars a la Reial Acadèmia Gallega.
El 1945, la seva salut va començar a disminuir i va patir episodis de pèrdua de memòria severa. Va morir el 1948 i va ser enterrat al costat de la seva dona.
El 1972 es va presentar una important retrospectiva a Madrid, seguida d'exposicions a La Corunya i Vigo. Les seves obres es poden veure a nombrosos museus i col·leccions de tota Galícia, inclosos el Museu Provincial de Lugo, el Museu de Belles Arts de la Corunya, el Museu de Pontevedra i el Museu Quiñones de León. El Museu del Prado posseeix vuit de les seves obres.